# Milcoveni, Olt
Milcoveni este un sat în comuna Corbu din județul Olt, Muntenia, România. Se află în partea de est a județului,  pe malul stâng al râului Vedea.